# Aston Martin Atom
Aston Martin Atom es un prototipo de automóvil diseñado en 1939 por Claude Hill por encargo de su jefe Gordon Sutherland y construido por Aston Martin. Se construyó un único ejemplar y se le reconoce como uno de los primeros autos conceptuales en ser completamente funcional. Su carrocería es de aluminio sobre un marco de acero tubular con motor de 2 litros. Aparentemente David Brown decidió comprar Aston Martin después de ver y conducir el Atom.